# Huernia stapelioides
Huernia stapelioides är en oleanderväxtart som beskrevs av Rudolf Schlechter. Huernia stapelioides ingår i släktet Huernia och familjen oleanderväxter. Inga underarter finns listade i Catalogue of Life.